# معاملة المثليين في تشاد
يواجه الأشخاص من المثليين والمثليات ومزدوجي التوجه الجنسي والمتحولين جنسياً (اختصاراً: LGBT) في تشاد تحديات قانونية واجتماعية لا يواجهها غيرهم من المغايرين جنسيا. يعد النشاط الجنسي المثلي بين الذكور وبين الإناث غير قانوني في البلاد. لم يتم تجريم النشاط الجنسي المثلي القائم بين بالغين بالتراضي إلا بعد دخول قانون العقوبات الجديد حيز التنفيذ خلال شهر أغسطس من عام 2017. لا توجد حمايات قانونية تمنع التمييز على أساس التوجه الجنسي والهوية الجندرية.

## قانونية النشاط الجنسي المثلي
لم توجد قيود قانونية على النشاط الجنسي المثلي في تشاد قبل عام 2017. صوت أعضاء الجمعية العامة بتأييد 111 صوتا لصالح مقابل صوت واحد ضد وامتناع أربعة أعضاء عن التصويت بتاريخ 12 ديسمبر عام 2016 على قانون عقوبات جديد يجرم النشاط الجنسي المثلي بين الرجال وبين النساء على حدٍ سواء، ويضع القوانين المرتبطة بالعلاقات القائمة بين بالغين بالتراضي تحت فئة الجنحة. أقر الرئيس إدريس ديبي قانون العقوبات الجديد يوم 8 مايو 2017، ودخل القانون حيز التنفيذ يوم 1 أغسطس عام 2017.
دافع رئيس الوزراء السابق ديلوا كاسيري كوماكوي عن القانون بوجود دوافع دينية تبرره قائلاً: «تُدين جميع الأديان المثلية الجنسية. لسنا مضطرين لمسامحة شيء يرفضه الرب بنفسه لأن الغربيين قالوا هذا أو ذاك.» دعت منظمة روبرت كينيدي لحقوق الإنسان الأمريكية الرئيس التشادي إلى الرجوع عن إقرار التغيرات على القانون الجديد والمرتبطة بازدياد رهاب المثلية في أفريقيا وذلك في رد فعل على زيادة شفافية أنماط الحياة السياسية والمثلية على القارة فضلاً عن انخراط الأصوليين المسيحيين في الحياة السياسية، مثل تمويل الكنائس الإنجيلية الأمريكية لحملات معادية للمثليين.
ينص الفصل الثاني حول «جرائم أخرى ضد الآداب» من العنوان السابع (المرتبط بالجرائم الجنسية) من قانون العقوبات على ما يلي:
المادة 354. كل شخص يمارس الجنس مع أشخاص من نفس الجنس معرض لعقوبة السجن لمدة تتراوج من ثلاثة أشهر حتى سنتان ودفع غرامة تتراوح ما بين 50,000 حتى 500,000 فرنك.
ينص الفصل الثالث حول «جرائم ذات طبيعة جنسية المرتكبة ضد قاصرين» من العنوان الثامن (المرتبط بالجرائم ضد شخص أو حالة الطفل) من قانون العقوبات على ما يلي:
المادة 360. كل شخص يقيم علاقة جنسية أو يمارس اللمس الجنسي دون اللجوء إلى عنف على شخص من نفس الجنس عمره أقل من الثامنة عشر سنة سيعاقب بالسجن لمدة تتراوح من سنة واحدة حتى ثلاثة سنوات ودفع غرامة تتراوح ما بين 100,000 حتى 500,000 فرنك.

## التوجه الجنسي
تنص المادة 350 (1) من قانون العقوبات على تطبيق عقوبة السجن لمدة تتراوح من 10 حتى 20 سنة في حال ارتكاب جريمة اغتصاب بسبب التوجه الجنسي للضحية.

## الاعتراف القانوني بالعلاقات المثلية
لا يوجد اعتراف قانوني بالعلاقات المثلية.

## ظروف الحياة
ذكر تقرير حقوق الإنسان الصادر عن وزارة الخارجية الأمريكية سنة 2010 أنه «لا يوجد منظمات معروفة خاصة بالمثليات والمثليين ومزدوجي التوجه الجنسي والمتحولين جنسياً. يوجد تقارير قليلة عن العنف والتمييز بحق المثليين والمثليات ومزدوجي التوجه الجنسي والمتحولين جنسياً، ويعود السبب الرئيسي لتحفظ هؤلاء الأشخاص على كشف توجههم الجنسي نظراً للقيود الاجتماعية والثقافية ضد المثلية الجنسية.»

## ملخص
| قانونية النشاط الجنسي المثلي                                                                  | (منذ عام 2017)                      |
| المساواة في السن القانوني للنشاط الجنسي                                                       | No                                  |
| قوانين مكافحة التمييز في التوظيف                                                              | No                                  |
| قوانين مكافحة التمييز في توفير السلع والخدمات                                                 | No                                  |
| قوانين مكافحة التمييز في جميع المجالات الأخرى (تتضمن التمييز غير المباشر، خطاب الكراهية)      | No                                  |
| قوانين مكافحة أشكال التمييز المعنية بالهوية الجندرية                                          | No                                  |
| زواج المثليين                                                                                 | No                                  |
| الاعتراف القانوني بالعلاقات المثلية                                                           | No                                  |
| تبني أحد الشريكين للطفل البيولوجي للشريك الآخر                                                | No                                  |
| التبني المشترك للأزواج المثليين                                                               | No                                  |
| يسمح للمثليين والمثليات ومزدوجي التوجه الجنسي والمتحولين جنسيا بالخدمة علناً في القوات المسلحة | No                                  |
| الحق بتغيير الجنس القانوني                                                                    | No                                  |
| علاج التحويل محظور على القاصرين                                                               | No                                  |
| الحصول على أطفال أنابيب للمثليات                                                              | No                                  |
| الأمومة التلقائية للطفل بعد الولادة                                                           | No                                  |
| تأجير الأرحام التجاري للأزواج المثليين من الذكور                                              | (غير قانوني للأزواج المغايرين كذلك) |
| السماح للرجال الذين مارسوا الجنس الشرجي التبرع بالدم                                          | No                                  |